# Berrocalejo de Aragona
Berrocalejo de Aragona  és un municipi de la província d'Àvila, a la comunitat autònoma de Castella i Lleó. Està al costat de la ciutat d'Àvila.